# Matt Michels
Matt Michels, né le 9 mars 1960, est un homme politique américain. Membre du Parti républicain, il est lieutenant-gouverneur du Dakota du Sud du janvier 2011 à janvier 2019. Il est également président de la Chambre des Représentants du Dakota du Sud entre 2003 et 2007. Lui et son partenaire candidat au poste de gouverneur Dennis Daugaard sont élus dans le cadre des élections législatives du 2 novembre 2010, et le sont de nouveau le 4 novembre 2014.

## Résultats électoraux
| Élection à la chambre des représentants du Dakota du Sud pour le 18e district en 2002 | Élection à la chambre des représentants du Dakota du Sud pour le 18e district en 2002 | Élection à la chambre des représentants du Dakota du Sud pour le 18e district en 2002 | Élection à la chambre des représentants du Dakota du Sud pour le 18e district en 2002 |
| ------------------------------------------------------------------------------------- | ------------------------------------------------------------------------------------- | ------------------------------------------------------------------------------------- | ------------------------------------------------------------------------------------- |
| Parti                                                                                 | Candidats                                                                             | Votes                                                                                 | %                                                                                     |
| Républicain                                                                           | Matt Michels                                                                          | 5724                                                                                  | 35,31                                                                                 |
| Républicain                                                                           | Jean Hunhoff                                                                          | 4699                                                                                  | 28,98                                                                                 |
| Démocrate                                                                             | Scott Swier                                                                           | 4234                                                                                  | 26,11                                                                                 |
| Démocrate                                                                             | Jay Blankenfield                                                                      | 1556                                                                                  | 9,60                                                                                  |

| Élection à la chambre des représentants du Dakota du Sud pour le 18e district en 2004 | Élection à la chambre des représentants du Dakota du Sud pour le 18e district en 2004 | Élection à la chambre des représentants du Dakota du Sud pour le 18e district en 2004 | Élection à la chambre des représentants du Dakota du Sud pour le 18e district en 2004 |
| ------------------------------------------------------------------------------------- | ------------------------------------------------------------------------------------- | ------------------------------------------------------------------------------------- | ------------------------------------------------------------------------------------- |
| Parti                                                                                 | Candidats                                                                             | Votes                                                                                 | %                                                                                     |
| Républicain                                                                           | Matt Michels                                                                          | 6866                                                                                  | 53,39                                                                                 |
| Républicain                                                                           | Jean Hunhoff                                                                          | 5993                                                                                  | 46,61                                                                                 |